# Asperspina riseri
Asperspina riseri is een slakkensoort uit de familie van de Asperspinidae. De wetenschappelijke naam van de soort is voor het eerst geldig gepubliceerd in 1976 door M.P. Morse.